# Жестије
Жестије (фр. Gestiès) насеље је и општина у јужној Француској у региону Миди Пирене, у департману Арјеж која припада префектури Фоа.
По подацима из 2011. године у општини је живело 13 становника, а густина насељености је износила 0,47 становника/km². Општина се простире на површини од 27,46 km². Налази се на средњој надморској висини од 940 метара (максималној 2742 m, а минималној 827 m).

## Демографија
| 1962. | 1968. | 1975. | 1982. | 1990. | 1999. | 2011. |
| ----- | ----- | ----- | ----- | ----- | ----- | ----- |
| 37    | 42    | 41    | 34    | 21    | 10    | 13    |

График промене броја становника у току последњих година